# Antropovo
Antropovo (in russo Антропово?) è un villaggio della Russia europea centro-settentrionale, situato nella oblast' di Kostroma. È il centro amministrativo del rajon Antropovskij.
Si trova sulla Ferrovia Transiberiana, a 546 km da Mosca.